# Agkend (Khojavend)
Agkend est un village d'Azerbaïdjan situé dans le raion de Khojavend. Il compte 1 016 habitants en 2005.